# Manschettbrottslighet
Manschettbrottslighet är ett begrepp inom sociologi och kriminologi för ”brott som begås av en ansedd och respektabel person med hög social status inom ramen för sitt yrke”.

## Bakgrund
År 1939 myntade den amerikanske sociologen och kriminologen Edwin H. Sutherland begreppet ”white-collar crime” som ett samlingsbegrepp för en växande typ av brottslighet. Sutherland anses vara en av de största och mest betydande kriminologerna under 1900-talet och har bidragit med en stor mängd forskning till det kriminologiska fältet. År 1949 presenterade han begreppet i boken White Collar Crime. Sutherland definierade då begreppet till  ”brott som begås av en ansedd och respektabel person med hög social status inom ramen för sitt yrke”
Hans definition av begreppet hade straffbarhet som begränsning. Han var dock inte negativt inställd till att låta begreppet utvecklas och även inkludera sådant som inte var direkt kriminaliserat utan även moraliskt förkastliga eller samhällsskadliga företeelser. Begreppet kan på svenska översättas till manschettbrottslighet. Syftet och motivet med manschettbrottslighet är ekonomisk vinning genom att erhålla eller undvika förlust av pengar, tjänster eller egendom. En annan del av motivet är att säkra en personlig eller affärsmässig fördel. Manschettbrottslighet kan ses som ett samlingsbegrepp över/för flera olika brottstyper och exempel på vanligt förekommande brott inom kategorin är penningtvätt, korruption, bedrägerier, förskingring, utpressning, förfalskning, identitetsstöld och mutor.
Begreppet har kommit att utvecklas av bl.a. Frank Hartung och Donald Cressey under 1950-talet. Hartung menade att även individer som är förvärvsarbetare kan begå denna typ av brott, eftersom de kan bryta mot lagar och regler i ekonomiskt syfte på sin arbetsplats/genom sitt arbete. Begreppet vidgades därmed från att enbart inkludera individer med hög social status inom sin yrkesdisciplin. Cressey arbetade vidare med detta begrepp och kom att skilja på företagskriminalitet och yrkesbrott, då han menade att även individer som genom sin position på sin arbetsplats kan begå brott som är ekonomiskt motiverade, oavsett vilken maktposition individen har på arbetsplatsen. Företagskriminalitet handlar således om brott som begås av ett företag eller en individ som agerar i företagets intresse, medan yrkesbrott begås av enskilda personer som utövar brottet genom sin yrkesposition. Den primära användningen av begreppet är däremot fortfarande för att beskriva brott som begås av individer som innehar en maktposition via sitt arbete. 

### Skillnader mellan ekonomisk och traditionell brottslighet
Sutherland beskrev skillnaden genom att den ekonomiska brottslingen varken uppfattar sig själv, eller stämplas av samhället som kriminell. Ofta slipper den ekonomiske brottslingen undan fängelse och behöver endast betala böter. Beteendet godtas i regel inom affärsvärlden och fördöms inte av allmänheten. Det tog tid innan myndigheterna började arbeta för att motverka brottstypen. Det finns en teori som kallas för stämplingsteorin på engelska kallad labeling theory. Teorin utvecklades i USA under 1950- och 1960-talet och fokuserar att se på institutioners reaktioner på brott och skapandet av en kriminell identitet. Under denna tidsperiod var stämplingsteorin den dominerande sociologiska brottsteorin Becker, började diskutera denna teori och hävdade att ett beteende ses bara som avvikande när det blir stämplat som det. Teorin gör ett antaget om jaget i relation och interaktion med sin omgivning. Stämplingsteorin lägger vikt på att straffsystemets reaktioner och bemötande för ett möjligt utvecklande som avvikare. Vissa stämplingsteoriker menar att straffsystemet sätter negativa stämplar på vissa individer och låter andra straffade komma undan dessa mekanismer, och beroende på vilken stämpel du får så ser samhället och du själv dig på ett visst sätt. (5). Becker hävdar att definitionen av brott och avvikelser alltid kommer vara problematisk eftersom avvikelser bara uppstår genom att påtvinga sociala bedömningar andras beteende Manschettbrottslighet i Sverige
Den organiserade ekonomiska brottsligheten uppenbarade sig i Sverige framför allt under 1970-talet till följd av att politiken i allt högre grad började uppmärksamma företagens brottslighet. I september 1976 tillsatte rikspolisstyrelsen en arbetsgrupp mot organiserad och ekonomisk brottslighet, AMOB. Gruppen samarbetade med riksbanken, riksåklagaren och riksskatteverket m.fl. och var den utlösande faktorn för utökat initiativ för myndigheterna att agera mot den ekonomiska brottsligheten. AMOB ville kartlägga den organiserade och ekonomiska brottsligheten i Sverige och kom med ett förslag som kan sammanfattas i fyra punkter. De ville se en omprioritering inom kriminalpolitiken där området skulle tilldelas mer resurser. Vidare ville de att polisens organisation skulle förändras i förhållande till samverkan med andra myndigheter, t.ex. skattemyndigheterna. De ville även öka utbildning av ämnen för att öka utredningsmöjligheterna för poliser. Slutligen önskade de också en ökad översyn och ett samlat grepp på lagstiftningsfrågorna. AMOB:s arbete ledde till att nya kommittéer tillsattes och redan befintliga fick tilläggsdirektiv, BRÅ:s översyn av lagstiftning kom igång, myndigheter utökade sitt arbete i frågorna och antalet riksdagsmotioner kopplade till ekonomisk brottslighet ökade.
Under 1980-talet noterades en minskning av det politiska intresset för manschettbrott, för att under 1990-talet få ännu ett uppsving. Sveriges inträde i EU och så även i Europol 1994 innebar att brottsbekämpningen av denna brottstyp internationaliserades. Europol arbetar gränsöverskridande för att minska brottsligheten av storskaliga kriminella nätverk, där fokus ligger på bland annat internationell penningtvätt, organiserade bedrägerier och förfalskning av euro.

### Teori
Brottstypen har framförallt uppmärksammats inom kriminologisk konfliktteori. Karl Marx menade på att brott är ett resultat av konflikter i samhället, i synnerhet konflikter relaterade till klass och ekonomiskt kapital. Jeffrey Reiman har bidragit till konfliktteorin genom sitt verk The rich get richer and the poor get prison där huvudpoängen är att brott som begås av individer ur lägre samhällsklasser straffas i större utsträckning, medan brott som i högre utsträckning begås av personer ur medel/överklassen tenderar att förbises inom rättssystemet. Exempel på brott som begås av den sistnämnda gruppen är just ”white-collar crime” och dess förekomst har därmed historiskt förklarats med hjälp av denna teori 
Brottet kan således tillskrivas en klasskomponent då klasstillhörigheten, baserad på det ekonomiska kapital individen innehar, är en avgörande faktor för huruvida brottet kan begås på ett framgångsrikt sätt eller inte. 
Vidare har ”white-collar crime” som begås av individer förklarats med hjälp av rationell valhandlingsteori (rational choice theory). Teorins huvudtanke är att brott begås efter att individen gjort en riskbedömning där hen väger risk mot belöning. Om individen bedömer belöningen som större än risken (som t.ex. strafflig påföljd eller andra sanktioner) kommer denne att begå brottet. Om bedömningen är omvänd, väljer man att inte begå brottet, enligt denna teori. Rationell valhandlingsteori kan därmed användas för att förstå varför individer begår denna typ av brott eftersom risken att bli dömd eller betraktad som brottsling kan av dessa individer uppfattas vara lägre än belöningen för att begå brottet.

### Viktimisering och manschettbrottslighet
Manschettbrottslighet sägs ibland vara ett ”offerlöst” eller ”osynligt” brott, något som hör ihop med att offer många gånger förblir ovetandes om att de drabbats av exempelvis bedrägeri eller förskingringsbrott.När digitaliseringen möjliggjorde för framväxt av andra typer av brottslighet, så kallade man dessa brott för just white collar crime.. Schichor poängterar en skillnad i brottsofferstatus beroende på hur ett brott drabbar individer. Generellt sett erhåller individer som drabbas enskilt och fysiskt, högre brottsofferstatus än när brott drabbar på kollektiv nivå och med ekonomiska skadeverkningar. Vidare görs ofta en uppdelning mellan direkta brottsoffer som drabbas och exponeras i direkt anslutning till brottet, och indirekta brottsoffer som faller offer för sekundära effekter, utan direkt exponering för brottet. 
Offerskap för manschettbrottslighet, till skillnad från offerskap för traditionell brottslighet, är en mer svårutredd, diffus och omfattande kategori, då både direkt och indirekt skadeverkan av bland annat ekonomisk brottslighet också kan drabba primärt, sekundärt och tertiärt. Som följd av att företag exempelvis smiter undan skatter och avgifter genom att anställa svart arbetskraft, kan ökad skattebörda för enskilda individer bli en konsekvens (primär och indirekt viktimisering). Indirekt och sekundär viktimisering blir gällande för företag som får svårigheter att konkurrera när andra företag illegalt dumpar sina priser. Indirekt och tertiär viktimisering kan drabba hela samhället när exempelvis företag utövar skattebrott eller miljöbrott. På samtliga nivåer förekommer också direkt offerskap, exempelvis när företag bryter mot arbetsmiljölagar med möjliga och allvarliga direkta konsekvenser för arbetstagares liv och hälsa (primär och direkt viktimisering). Trots manschettbrottslighetens komplexitet och omfattning erhåller i allmän mening ofta offer som kategoriseras inom direkt och primärt offerskap, högre status. Inom denna kategori rymmer de flesta typer av traditionell brottslighet och är ofta de brottstyper som uppfattas vara ”riktiga brott”, till skillnad från manschettbrott eller olika typer av ekonomisk brottslighet.